# 山东大学校友列表
本表列出山东大学知名校友。

## 列表

### 政商界
- 高亦吾：周恩来恩师。山东高等学堂历史科毕业（1907届）。
- 韩宁夫：原名玉树。曾任湖北省省长，中顾委委员。山东大学工学院土木工程系1935级学生。
- 项怀诚：曾任财政部部长。1960年山东大学中文系汉语语言文学专业毕业。
- 季允石：曾任国家外国专家局局长、河北省省长、江苏省省长。1969年山东大学物理系物理专业毕业。
- 李建国：曾任中华全国总工会主席、全国人大常委会副委员长兼秘书长、山东省委书记、陕西省委书记。山东大学中文系毕业。
- 李从军：曾任新华社社长。1985年山东大学中文系中国古代文学专业博士研究生毕业。
- 吴爱英：曾任司法部部长。1973年山东大学政治系毕业（1971级）。
- 劉振亞：曾任国家电网公司董事长、总经理。山东大学电力系统及其自动化专业、硕士研究生电气工程专业毕业。
- 王国生：曾任河南省委书记，青海省委书记，湖北省省长。1983年山东大学科社系政治学专业毕业（1981级）。
- 马建堂：国家统计局局长。1982年山东大学经济系毕业（1978级）。
- 李培林：曾任中国社科院副院长。现任中国社会科学院学部委员、学部主席团成员、研究员。1982年山东大学哲学系毕业（1977级）。
- 王京清：现任中国社会科学院副院长、党组副书记（正部长级）。1982年山东大学经济系毕业（1978级）。
- 田学军：现任教育部党组成员、副部长。山东大学外文系英语专业毕业（1979级）
- 林山青：国家能源局党组成员、副局长。山东大学法律系法学专业毕业（1985级）
- 于晓明：曾任山东人大常委会党组书记、副主任。1983年山东大学中文系汉语言文学专业毕业（1979级）。
- 孙绍骋：现任内蒙古自治区党委书记，曾任退役军人事务部部长。1984年山东大学中文系汉语言文学专业毕业（1980级）。
- 于国安：前山东省人民政府副省长。山东大学产业经济学专业毕业（1980级）、山东大学经济学专业博士研究生毕业。
- 张广智：现任中共陕西省委常委、省委组织部部长。1983年山东大学物理学系半导体专业毕业（1979级）。
- 李群：文化和旅游部副部长、党组成员。1983年山东大学物理系磁学专业毕业（1979级）。
- 孙立成：现任山东省公安厅厅长、山东省副省长，曾任贵州省公安厅厅长。1984年山东大学中文系汉语言文学专业毕业（1980级）。
- 王随莲：现任山东省红十字协会会长、山东省副省长。山东工学院第一机械系机械制造与工艺设备专业毕业、山东大学机械工程学院机械制造及其自动化专业博士在职研究生。
- 尹力：现任中共福建省委书记，曾任四川省省长。1986年山东医科大学六年制英语医学班毕业（1980级）。
- 王君正：现任中共西藏自治区党委书记，曾任中共吉林省委常委、长春市委书记。1985年山东大学科学社会主义系科学社会主义专业毕业（1981级）。
- 胡家福：现任中共吉林省委常委、省委政法委书记、吉林省副省长，省公安厅党委书记、厅长、督察长。1990年山东大学中文系汉语言文学专业毕业（1986级）。
- 胡昌升：现任黑龙江省省长，曾任中共福建省委常委、省委组织部部长。山东大学中国古代史专业博士研究生毕业（2000届）。
- 刘金：中国光大银行行长，山东大学外文系英国语言文学专业毕业。
- 宁高宁：现任中国化工集团董事长，曾任中粮集团董事长。1983年山东大学经济学专业毕业（1978级）。
- 王思东：现任中国太平保险集团有限责任公司副董事长、总经理、党委副书记。山东大学毕业。
- 杨绵绵：现任海尔集团董事长、总裁。山东工学院内燃机专业毕业。
- 周厚健：现任海信集团董事长。1982年山东大学电子系无线电电子学专业毕业（1978级）。
- 孙丕恕：现任浪潮集团董事长。1983年山东大学电子系无线电电子学专业毕业（1979级）。

### 两院院士
山东大学毕业生中有40余名中国科学院院士或中国工程院院士（包括一名外籍院士）。其中有20名是1977年以后入学的毕业生，目前在中国高校排第6位。
- 夏道行：数学家。中国科学院院士。1950年山东大学数学系毕业。
- 彭实戈：数学家。中国科学院院士。山东大学物理系毕业（1971级）。2020年“未来科学大奖”数学与计算机科学奖获得者。
- 张继平：数学家。中国科学院院士。1982年山东大学数学系毕业（1977级学生，81届毕业生）。
- 郭雷：控制科学家。中国科学院院士。1982年山东大学数学系毕业。
- 王小云：数学家、密码学家。中国科学院院士。1987年、1990、1993年山东大学数学系本科，硕士，博士研究生毕业。2019年“未来科学大奖”数学与计算机科学奖获得者
- 马祖光：物理学家。中国科学院院士。1950年山东大学物理系毕业（1946级）。
- 刘振兴：空间物理学家。中国科学院院士。国立山东大学物理系毕业（1950届）。
- 王克明：物理学家。中国科学院院士。1961年山东大学物理二系毕业。
- 石广玉：大气物理学家。中国科学院院士。1968年山东大学物理系毕业（1961级）。
- 李卫：材料物理学家。中国工程院院士。1982年山东大学物理系磁学专业毕业（1977级， 81届毕业生）。
- 王文兴：环境化学家。中国工程院院士。1952年山东大学化学系毕业（1949届）。
- 朱兆良：土壤学家。中国科学院院士。1953年山东大学化学系毕业。
- 计亮年：化学家。中国科学院院士。1956年山东大学化学系毕业（1952级）。
- 蒋民华：晶体材料学家。中国科学院院士。1956年山东大学化学系毕业（1952级）。
- 吴祖泽：血液学家。中国科学院院士。1957年山东大学化学系毕业（1953级）。
- 钱逸泰：无机化学家。中国科学院院士。1962年山东大学化学系毕业。
- 薛群基：化学家。中国工程院院士。1965年山东大学化学系毕业。
- 江桂斌：分析化学、环境化学家。中国科学院院士。1982年山东大学化学系毕业（1977级学生，81届毕业生）。
- 马大为：化学家。中国科学院院士。1984年山东大学化学系毕业。2018年“未来科学大奖”物质科学奖获得者。
- 刘泽金：激光技术专家。中国工程院院士。1983年山东大学光学系激光专业毕业（1979级）。
- 薛其坤：材料物理专家。中国科学院院士。1984年山东大学光学系激光专业毕业（1980级）。2016年“未来科学大奖”物质科学奖获得者。
- 王玉鹏：材料物理专家。中国科学院院士。1984年山东大学光学系激光专业毕业（1980级）。
- 郑婉华：激光物理专家。中国科学院院士。1988年山东大学光学系激光专业毕业（1984级）。
- 金奎娟：物理专家。中国科学院院士。1986年山东大学光学系激光专业毕业（1982级）。
- 蓝羽石：电子信息专家。中国工程院院士。1982年山东大学电子系毕业（1977级）。
- 宁光：医学家。中国工程院院士。1987年山东医学院医学系毕业（1982级）。
- 谢立信：临床医学眼科学专家。中国工程院院士。1965年山东医学院医疗系毕业。
- 张运：内科学心血管病学专家。中国工程院院士。山东医学院医疗系毕业（1973级），1978年山东医学院硕士研究生毕业。
- 陈子江：医学家。中国科学院院士。山东医学院医疗系毕业（1979级），1989年山东医科大学医疗系硕博连读毕业。
- 曹义海：医学家。中国工程院院士外籍院士。1978年入山东医学院医学系，1983年毕业。
- 葛均波：心血管病学专家。中国科学院院士。1987年山东医科大学硕士研究生毕业（1984级硕士生，87届硕士毕业生）。
- 魏炳波：材料科学专家。中国科学院院士。1983年山东工学院铸造专业毕业（1979级）。
- 王国法：煤炭开采技术与装备专家。中国科学院院士。山东大学机械制造专业毕业（1977级）。
- 李华军：海洋工程专家。中国科学院院士。中国海洋大学副校长。1982年山东工学院内燃机专业毕业（1978级，82届毕业生）。
- 童铠：电信学家。中国工程院院士。1952年毕业于山东大学电机系。
- 房建成：导航、制导与控制专家。中国科学院院士。1983年山东工学院电机工程专业毕业。
- 胡海岩：力学家。中国科学院院士。1982年山东工学院工程力学专业毕业，1985年山东工业大学固体力学专业硕士研究生毕业。
- 薛禹胜：稳定性理论及电力系统自动化专家。中国工程院院士。1963年山东工学院毕业。
- 庄孝僡：细胞生物学家、实验胚胎学家。中国科学院院士。1935年山东大学生物系毕业（1931级）。
- 张致一：发育与生殖内分泌学家。中国科学院院士。1937年山东大学生物系毕业（1934级）。
- 雷霁霖：海水鱼类学家。中国工程院院士。山东大学教授，中国海洋大学兼职教授。1958年山东大学生物系毕业（1954级）。
- 汪兆琦：生物学家。欧洲科学院院士。1982年山东大学生物系毕业（1978级， 82届毕业生）。
- 山仑：旱地农业生理生态学家。中国工程院院士。国立山东大学农学院（1952年组建为山东农学院农学系并于1954年毕业）。
- 胡敦欣：物理海洋学家。中国科学院院士。山东大学海洋系（1956级，1958独立为山东海洋学院并于1961年毕业）。
- 张福绥：海洋生物学家、水产养殖学家。中国工程院院士。1953年山东大学水产系养殖专业毕业（1949级）。

### 学术界
山东大学毕业生中有40余名中国科学院院士或中国工程院院士（包括一名外籍院士）。其中有20名是1977年以后入学的毕业生，目前在中国高校排第6位。在自2016年开始颁发的“未来科学大奖”至今11个奖项中（奖励金额为每项100万美元），有4位山东大学本科毕业生（薛其坤，马大为，王小云，彭实戈）获奖，目前为中国高校第一。
- 余纪元：古希腊哲学专家、伦理学专家。纽约州立大学布法罗分校教授。长江讲座教授。1983年山东大学哲学系哲学专业毕业（1979级，83届毕业生）。
- 臧克家：诗人，1934年毕业于国立山东大学中文系（1930级学生）。
- 徐中玉：作家、文艺理论家。华东师范大学中文系原系主任，终身教授。国立山东大学中文系（1934级学生，1938年并入国立中央大学中文系并毕业）。
- 臧云远：作家、诗人。代表作诗集《炉边》、《云远诗草》。1934年毕业于国立山东大学中文系（1930级学生）。
- 李希凡：作家、红学家。1953年毕业于山东大学中文系。
- 蓝翎：红学家，原名杨建中。1953年毕业于山东大学中文系。
- 李准：文学家。曾任中国文联副主席。1964年山东大学中文系毕业。
- 左中一：文学家。中国文联副主席、书记处书记。1982年山东大学中文系汉语言文学专业毕业（1978级， 1982届）。
- 郭运德：文学家。中国文联副主席、书记处书记。1983年山东大学中文系汉语言文学专业专业（1979级， 1983届）。
- 杨争光：作家、编剧。代表作中短篇小说集《黄尘》、《黑风景》，长篇小说《老旦是一棵树》、《从两个蛋开始》、《少年张冲六章》，电视剧《水浒传》、电影《双旗镇刀客》（编剧），电视剧《激情燃烧的岁月》（总策划）。1982年毕业于山东大学中文系。
- 舒连景：文学家。曾任兰州大学中文系系主任（1950-1966）。山东大学中文系毕业。
- 张维华：史学学家。曾任齐鲁大学文学院院长兼历史系主任。1928届齐鲁大学历史政治系毕业（1923级）。
- 皮建才：中国经济学家。南京大学商学院教授、经济系主任。
- 夏道行：数学家。中国科学院院士。1950年山东大学数学系毕业。
- 张炳根：数学家。微分方程振动性理论专家。1957年山东大学数学系毕业。
- 于秀源：数学家。衢州职业技术学院院长。1964年山东大学数学系毕业、1983年山东大学数学系博士研究生毕业（中国首批18名博士之一）。
- 张继平：数学家。中国科学院院士。北京大学数学科学学院原院长。曾获中国青年科学家奖（1998年，数理科学）、陈省身数学奖（2009年），长江特聘教授。1982年山东大学数学系毕业（1977级学生，81届毕业生）。
- 蔡天新：数学家、作家。浙江大学数学系教授。山东大学数学系毕业（1978级）、山东大学数学系硕士研究生毕业、1987年山东大学数学系博士研究生毕业。
- 孙丰珠：数学家。南加州大学教授。山东大学数学系毕业（1979级）。
- 郑志勇：数学家。中国人民大学数学学院院长，教授。山东大学数学系博士毕业（1991年）。
- 郑玉玺：数学家。 美国宾州州立大学数学系主任。山东大学数学系1979级。
- 赵修利：数学家。美国密西根大学工业与运筹工程系系教授。山东大学数学系1979级。
- 宗传明：数学家。北京大学数学科学学院教授。曾获陈省身数学奖（2007年）。山东大学数学系毕业（1980级）。
- 郭雷：控制科学家。中国科学院院士。曾获中国青年科学家奖（1994年，技术科学）。1982年山东大学数学系毕业。
- 张纪峰：数学家。中国科学院系统科学研究所所长。1985年山东大学数学系毕业。
- 王小云：数学家、密码学家。中国科学院院士。山东大学、清华大学教授。长江特聘教授。曾获中国青年科学家奖提名（2006年，技术科学）。1987年山东大学数学系毕业、1990年山东大学数学系硕士研究生毕业、1993年山东大学数学系博士研究生毕业。
- 刘建亚：数学家。现任山东大学党委常委、副校长，山东大学研究生院院长。被聘为长江特聘教授。1992年山东大学数学系硕士研究生毕业（1989级）、1995年山东大学数学系博士研究生毕业（1992级）。
- 陈增敬：数学家。现任山东大学齐鲁证劵金融研究院院长、山东大学数学学院院长。长江特聘教授。1998年山东大学数学系博士研究生毕业。
- 束星北：物理学家。齐鲁大学物理系毕业（1925届）。
- 马祖光：物理学家。中国科学院院士。1950年山东大学物理系毕业（1946级）。
- 刘振兴：空间物理学家。中国科学院院士。曾获何梁何利进步奖（2001年）。国立山东大学物理系毕业（1950届）。
- 王克明：物理学家。中国科学院院士。山东大学物理学院教授。1961年山东大学物理二系毕业。
- 石广玉：大气物理学家。中国科学院院士。1968年山东大学物理系毕业（1961级）。
- 彭实戈：数学家。中国科学院院士。曾获中国青年科学家奖提名（1992年，数学）。山东大学物理系毕业（1971级）。
- 张瑞斌：数学家、物理学家。悉尼大学数学与统计学院教授。山东大学物理系毕业（1977级，81届毕业生）。
- 陈伟：物理学家。俄克拉荷马州立大学数学与理工学院院长。山东大学物理系毕业（1977级，81届毕业生）。
- 李卫：材料学家。中国工程院院士。曾获中国青年科学家奖提名（2002年，技术科学）。1982年山东大学物理系磁学专业毕业（1977级， 81届毕业生）。
- 龙桂鲁：物理学家。清华大学物理系核物理教研室主任。1982年山东大学物理系毕业（1978级，82届毕业生）。
- 王新年：物理学家。洛伦兹伯克利国家实验室研究员。美国物理学会会士。1982年山东大学物理系毕业（1978级，82届毕业生）。
- 汪志馨：美籍核物理学家。曾任美国核学会国际委员会主席。1937年山东大学化学系毕业。
- 王文兴：环境化学家。中国工程院院士。山东大学终身教授。1952年山东大学化学系毕业（1949届）。
- 朱兆良：土壤学家。中国科学院院士。1953年山东大学化学系毕业。
- 计亮年：化学家。中国科学院院士。1956年山东大学化学系毕业（1952级）。
- 蒋民华：晶体材料学家。中国科学院院士。1956年山东大学化学系毕业（1952级）。
- 吴祖泽：血液学家。中国科学院院士。1957年山东大学化学系毕业（1953级）。
- 汤洪高：晶体物理学家。现任中国科学技术大学党委书记，曾任中国科学技术大学校长兼研究生院院长。1962年山东大学化学系毕业（1958级）。
- 钱逸泰：无机化学家。中国科学院院士。1962年山东大学化学系毕业。
- 薛群基：化学家。中国工程院院士。中科院宁波材料所科学技术委员会主任，研究员。1965年山东大学化学系毕业。
- 江桂斌：分析化学、环境化学家。中国科学院院士。1982年山东大学化学系毕业（1977级学生，81届毕业生）。
- 马大为：化学家。中国科学院院士。中科院上海有机化学研究所化学所副所长、纪委书记，复旦大学教授。1984年山东大学化学系毕业。荣获2018年未来科学大奖之物质科学奖（1/2）。
- 王笃金：化学家。中国科学院化学研究所党委书记、副所长。1989年山东大学化学系毕业、1992年山东大学化学系硕士研究生毕业。
- 刘文剑：量子化学家。山东大学青岛理论与计算科学研究院院长。国际量子分子科学院院士、英国皇家化学会会士。1989年获山东大学化学系毕业。
- 张汇泉：医学家。曾任齐鲁大学医学院院长，河南大学医学院院长，浙江大学医学院教授。1926年齐鲁大学医学院毕业（1919级）。
- 尤家骏：医学家。1926年齐鲁大学医学院毕业。
- 赵常林：医学家。曾任齐鲁医院、齐鲁第二医院、山东医学院附属医院院长。1930年齐鲁大学医学院毕业（1923级）。
- 王贤才：医学翻译家、教授、主任医师。世界医学名著《希氏内科学》（Cecil Textbook of Medicine）翻译者。1956年山东大学医学院医学毕业。
- 洪涛：病毒学家。中国工程院院士。1955年山东医学院医学专业毕业。
- 宁光：医学家。中国工程院院士。1987年山东医学院医学系毕业（1982级）。
- 谢立信：临床医学眼科学专家。中国工程院院士。1965年山东医学院医疗系毕业。
- 张运：内科学心血管病学专家。中国工程院院士。山东大学党委常委、副校长（2005年10月-2013年3月18日）。山东医学院医疗系毕业（1973级），1978年山东医学院硕士研究生毕业。
- 陈子江：医学家。中国科学院院士。山东大学副校长，齐鲁医学部部长。山东医学院医疗系毕业（1979级），1989年山东医科大学医疗系硕博连读毕业。
- 曹义海：医学家。中国工程院院士外籍院士。1978年入山东医学院医学系，1983年毕业。
- 葛均波：心血管病学专家。中国科学院院士。长江特聘教授。1987年山东医科大学硕士研究生毕业（1984级硕士生，87届硕士毕业生）。
- 魏炳波：材料科学专家。中国科学院院士。西北工业大学副校长。曾获中国青年科学家奖（1998年，技术科学），长江特聘教授。1983年山东工学院铸造专业毕业（1979级）。
- 王国法：煤炭开采技术与装备专家。中国科学院院士。现任中国煤炭科工集团首席科学家。山东大学机械制造专业毕业（1977级）。
- 李华军：海洋工程专家。中国科学院院士。中国海洋大学副校长。1982年山东工学院内燃机专业毕业（1978级，82届毕业生）。
- 童铠：电信学家。中国工程院院士。1952年毕业于山东大学电机系。
- 房建成：导航、制导与控制专家。中国科学院院士。北京航空航天大学副校长。1983年山东工学院电机工程专业毕业。
- 胡海岩：力学家。中国科学院院士。北京理工大学校长。1982年山东工学院工程力学专业毕业，1985年山东工业大学固体力学专业硕士研究生毕业。
- 薛禹胜：稳定性理论及电力系统自动化专家。中国工程院院士。1963年山东工学院毕业。
- 黄卫平：物理学家、电子学家。现任美国Ligent公司总裁、加拿大麦克马斯特大学电子与计算机工程系教授、山东大学信息科学与工程学院院长。加拿大滑铁卢大学电子与计算机工程系终身教授。1982年山东大学电子系电视与通讯专业毕业（1977级，81届毕业生）。
- 庄孝僡：细胞生物学家、实验胚胎学家。中国科学院院士。曾任中国科学院上海细胞生物学研究所研究员、名誉所长，中国科学院发育生物学研究所所长。1935年山东大学生物系毕业（1931级）。
- 张致一：发育与生殖内分泌学家。中国科学院院士。中国科学院动物研究所研究员。1937年山东大学生物系毕业（1934级）。
- 雷霁霖：海水鱼类学家。中国工程院院士。山东大学教授，中国海洋大学兼职教授。1958年山东大学生物系毕业（1954级）。
- 汪兆琦：生物学家。欧洲科学院院士。1982年山东大学生物系毕业（1978级， 82届毕业生）。
- 张小民：光学家。中国工程物理研究院激光聚变研究中心主任。1982年山东大学光学系毕业（1977级）。
- 焦军：材料物理学家。美国波特兰州立大学物理系教授。2004年度美国青年科学家和工程师总统奖获得者。1982年山东大学光学系毕业（1977级）。
- 刘泽金：激光技术专家。中国工程院院士。国防科学技术大学副校长、教授，少将军衔。1983年山东大学光学系毕业（1979级）。
- 薛其坤：材料物理专家。中国科学院院士。中国科学院物理研究所研究员，清华大学副校长，北京邮电大学电子工程学院院长，被聘为长江特聘教授。1984年山东大学光学系激光专业毕业（1980级）。荣获首届（2016年）未来科学大奖之物质科学奖。
- 王玉鹏：物理学家。中国科学院院士。曾任中国科学院物理研究所所长。1984年山东大学光学系毕业（1980级）。
- 郑婉华：物理学家。中国科学院院士。中国科学院固态光电信息技术重点实验室主任。1988年山东大学光学系毕业（1984级）。
- 蓝羽石：电子与信息技术专家。中国工程院院士。1982年毕业于山东大学电子系。
- 山仑：旱地农业生理生态学家。中国工程院院士。曾获何梁何利进步奖（2001年）。国立山东大学农学院（1952年组建为山东农学院农学系并于1954年毕业）。
- 胡敦欣：物理海洋学家。中国科学院院士。中国科学院海洋研究所研究员。山东大学海洋系（1956级，1958独立为山东海洋学院并于1961年毕业）。
- 张福绥：海洋生物学家、水产养殖学家。中国工程院院士。1953年山东大学水产系养殖专业毕业（1949级）。
- 赵法箴：海水养殖学家。1958年山东大学水产系毕业（1954级）。
- 丁观海：土木工程学专家，山东大学毕业（1930届）。
- 黎锦扬：美籍华裔作家。「黎氏八骏」之最年小者。代表作长篇小说《花鼓歌》。国立山东大学外国文学系（1935级，1938年随校内迁西南联合大学并于1940年毕业）。
- 周传基：电影理论家、教育家。北京电影学院教授。被誉为“中国电影界的泰斗”、“中国第一电影教头”。1950年山东大学文学院外国文学系英国文学专业毕业（1946级）。
- 张蕴岭：中国社会科学院研究员，学部委员，国际研究学部主任，山东大学东北亚学院教授。1969年山东大学毕业。
- 王富仁：学者。中国现代文学研究会原会长、北京师范大学文学院教授、汕头大学文学院终身教授。1967年山东大学外文系毕业（1962级）。
- 张杰：美籍华裔社会心理学家。纽约州立大学布法罗分校社会学系终身教授，中央财经大学社会发展学院原院长、社会学系特聘教授，中南财经政法大学特聘教授。1982年山东大学外文系英美语言文学专业毕业（1977级， 82届毕业生）。
- 哈金：美籍华裔作家、诗人。代表作短篇小说集《好兵》（英语：Ocean of Words）、《光天化日》，长篇小说《等待》（英语：Waiting (novel)）、《战废品》（英语：War Trash）。1984年山东大学外文系北美文学专业硕士研究生毕业（1982级）。
- 曹鹏：指挥家。曾任上海交响乐团指挥和音乐顾问，上海乐团总监兼首席指挥，上海室内乐团团长兼首席指挥，上海大学音乐学院名誉院长。1949年山东大学文艺系毕业（1946级）。
- 郑重：西安电影制片厂编剧。代表作《大明宫词》《橘子红了》《长河奔腾》《西安事变 (电影)|西安事变》《陈赓大将》等。1956年山东大学生物系毕业。
- 赵焕章：上海电影制片厂导演。代表作《向海洋》，《喜盈门》、《这不是误会》、《咱们的牛百岁》等。1949年山东大学艺术系肄业。
- 张亮：北京电影制片厂演员。代表作《上甘岭》、《青春之歌》、《林家铺子》、《革命家庭》、《喜盈门》等。山东大学艺术系少年班（1950级）。
- 张华清：油画家。曾任南京艺术学院美术系主任。1952年山东大学艺术系毕业（1950级）。
- 李梓：上海电影制片厂配音演员。先后为《简·爱》、《安娜·卡列尼娜》、《巴黎圣母院》等300多部外国影片配音。1952年山东大学艺术系肄业（1950级）。
- 张道一：工艺美术史论家、民艺学家、图案学家、教育家。现任东南大学艺术学院教授，苏州大学艺术学院名誉院长。1952年山东大学艺术系毕业（1951级）。
- 迟习道：上海电影制片厂厂长。1952年山东大学艺术系毕业。
- 毕立奎：上海电影制片厂制片主任。代表作《向海洋》、《水手长的故事》、《牧马人》、《女儿谷》等。1952年山东大学艺术系毕业。
- 刘非：上海电影制片厂演员。1952年山东大学艺术系毕业。
- 王少奇：上海电影制片厂演员。1952年山东大学艺术系毕业。
- 李怀广：上海电影乐团团长。1952年山东大学艺术系毕业。

### 未来科学大奖得主
在自2016年开始颁发的“未来科学大奖”至今15个奖项中（奖励金额为每项100万美元），有4位山东大学本科毕业生（薛其坤，马大为，王小云，彭实戈）获奖，目前为中国高校第一。
- 薛其坤：2016年（首届）“未来科学大奖”物质科学奖。
- 马大为：2018年“未来科学大奖”物质科学奖。
- 王小云：2019年“未来科学大奖”数学与计算机科学奖。
- 彭实戈：2020年“未来科学大奖”数学与计算机科学奖。